# Ma.Ra.Cash Records
La Ma.Ra.Cash Records è un'etichetta discografica indipendente italiana con sede a Vigevano che si occupa prevalentemente di progressive rock e indie rock.

## Storia
Ma.Ra.Cash è stata fondata nel 2005 da Massimo Orlandini dell'associazione culturale Camelot Club di Vigevano, con Domizia Parri, e Raoul Caprio della non più attiva etichetta Kaliphonia, che tuttavia nel 2007 ha abbandonato Ma.Ra.Cash.
Ha pubblicato dischi di artisti italiani emergenti in ambito rock progressivo come La Torre dell'Alchimista ed i Conqueror, e uno storico live del Banco del mutuo soccorso tratto da un concerto del 1975. Nel 2010, un EP di inediti dei ClanDestino.
Ha vinto la prima edizione del ProgAwards nel 2006, come migliore etichetta indipendente italiana di rock progressivo.
L'etichetta oltre a produrre dischi propri distribuisce il catalogo di altre etichette indipendenti prog: Electromantic Music (Arti e Mestieri, Castello di Atlante, Malibran, Randone), della AltRock, della Lizard, della White Knight, nonché gli album de Le Orme, dei Mangala Vallis, Moongarden, Ku.dA, Plurima Mundi, Marygold, Maetrika e molti altri artisti autoprodotti italiani e non.